# Tipula pleuracantha
Tipula pleuracantha är en tvåvingeart som beskrevs av Edwards 1928. Tipula pleuracantha ingår i släktet Tipula och familjen storharkrankar. Inga underarter finns listade i Catalogue of Life.